# Огюн Темізканоглу
Огюн Темізканоглу (тур. Ogün Temizkanoğlu, нар. 6 жовтня 1969, Гамм) — турецький футболіст, що грав на позиції захисника. По завершенні ігрової кар'єри — тренер. Відомий за виступами в низці турецьких клубів, зокрема «Трабзонспор» та «Фенербахче», а також у складі національної збірної Туреччини. Чемпіон Туреччини, дворазовий володар Кубка Туреччини, володар Суперкубка Туреччини.

## Клубна кар'єра
Огюн Темізканоглу народився в німецькому місті Гамм, а дебютував у дорослому футболі 1989 року виступами в складі турецької команди «Трабзонспор», в якій грав до 1999 року, та став у ній одним із основних гравців захисної ланки команди, взявши участь у 243 матчах чемпіонату. У складі «Трабзонспора» Огюн двічі виборював титул володаря Кубка Туреччини та один раз став володарем Суперкубка Туреччини.
У 1999 році Огюн Темізканоглу перейшов до складу клубу «Фенербахче» зі Стамбула. У складі стамбульської команди футболіст грав до 2003 року, і також був одним із гравців основного складу команди. У складі «Фенербахче» Огюн також додав до переліку своїх трофеїв титул чемпіона Туреччини.
У сезоні 2003—2004 років Огюн грав у складі клубу «Коньяспор», а в сезоні 2004—2005 років у складі клубу «Себатспор», після чого завершив виступи на футбольних полях.

## Виступи за збірну
У 1990 році Огюн Темізканоглу дебютував у складі національної збірної Туреччини. У складі збірної був учасником чемпіонату Європи 1996 року в Англії, де турецька збірна завершила виступи на груповому етапі, та чемпіонату Європи 2000 року у Бельгії та Нідерландах, де збірна Туреччини у чвертьфіналі поступилася збірній Португалії. На обох чемпіонатах Європи Огюн був капітаном турецької збірної. У складі національної команди Темізканоглу грав до 2002 року, загалом протягом кар'єри в національній команді провів у її формі 74 матчі, забивши 5 голів.

## Кар'єра тренера
Огюн Темізканоглу розпочав тренерську кар'єру 2008 року, очоливши тренерський штаб юнацької збірної Туреччини віком гравців до 18 років. У 2011—2012 році колишній захисник очолював клуб «Гьолджукспор». У 2012 році колишній капітан національної турецької збірної очолив жіночу збірну Туреччини, проте вже в 2013 році повернувся до роботи з клубом «Гьолджукспор».
У 2016 році Огюн Темізканоглу очолював команду «Елязигспор», а в 2017 році був головним тренером клубу «Шанлиурфаспор».

## Титули і досягнення
- Чемпіон Туреччини (1):

«Фенербахче»: 2000–2001
- Володар Кубка Туреччини (2):

«Трабзонспор»: 1991–1992, 1994–1995
- Володар Суперкубка Туреччини (1):

«Трабзонспор»: 1995